# Danielle Steel
Danielle Fernande Dominique Schuelein-Steel (født 14. august 1947 I New York City, New York) er amerikansk forfatter, bedst kendt under navnet Danielle Steel. Hun er en af de bedst sælgende forfattere i USA og resten af verden og der er solgt mere end 530 millioner eksemplarer af hendes bøger.

## Biografi
Danielle Steel var eneste barn af John Schuelein-Steel og Norma Schuelein-Steel. Forældrene blev skilt da Danielle var 7-8 år gammel. Herefter blev hun opdraget af slægtninge og tjenestefolk i New York og Paris.
Steel dimitterede fra Lycée Français de New York i 1965, studerede litteratur-opbygning og mode-design, først på Parsons Scool of Design i New York i 1963, senere fra 1963 – 1967 på New York University.
Da hun var 18 år, giftede hun sig med sin første mand, en fransk bankdirektør der boede i New York, San Francisco og Paris. I løbet af få år begyndte jetset-tilværelsen at kede hende, og mod mandens ønske besluttede hun sig for at få et job. I 1968 blev hun hyret som vicepræsident for et reklamebureau. Fem år senere begyndte firmaet at gå dårligt.
En af hendes klienter foreslog hende at begynde at skrive, det fik Danielle til at isolere sig i sit hjem i San Francisco for at skrive sin første bog ”Going home”, der blev udgivet af forlaget Dell paperbacks i 1973. Bogen blev ikke nogen videre succes.
På samme tid smuldrede hendes ægteskab og hun begyndte for alvor at skrive.
Selvom Going home ikke blev godt modtaget, skrev hun fire romaner mere, der blev afvist før ”Passion`s promise" blev udgivet af Dell Paperback i 1977.